# Митинский метромост
Митинский (Мякининский) метромост — метромост на Митинском радиусе Арбатско-Покровской линии Московского метрополитена, между станциями «Мякинино» и «Волоколамская».
Общая длина мостового перехода составляет 439 метров, из них 136 метров — над водой, ширина моста — 17,4 метра. Высота подмостового судоходного габарита судоходного пролёта моста (в соответствии с навигационным знаком) составляет 14,5 метра.
Митинский стал первым в истории Московского метрополитена открытым полноценным метромостом, построенным в постсоветский период и расположенным за МКАД.

## Характеристика
Генеральным проектировщиком метромоста является ОАО «Метрогипротранс», несущая конструкция разработана компанией ОАО «Институт Гипростроймост», конструкция оболочки — компанией «Интертрансстрой». Подрядчик по строительству моста — МТФ «Мостоотряд-4» ОАО «Мостотрест». Мост сооружён из металлоконструкций, при его строительстве использованы железобетонные опоры, возведённые в 1990-х годах.
Для обеспечения нормального температурно-влажностного режима на станциях «Мякинино» и «Волоколамская» и защиты путей от атмосферных осадков новый мост планировалось сделать крытым. Форма покрытия должна была создать крупный ритм большепролётному сооружению, исключив появление бликов на поверхности стекла.
Оболочку моста предполагалось выполнить из алюминия и стекла, однако для удешевления строительства никакими материалами несущие металлоконструкции отделаны не были.

## Строительство
Строительство моста началось в середине 1990-х годов и было остановлено из-за отсутствия средств. Тогда он планировался для хордовой линии Митино-Бутово. На момент прекращения работ были возведены три капитальные опоры. Строительство возобновлено в январе 2008 года.
В июне 2009 года мост достиг противоположного берега, после чего началось его соединение с тоннелями метрополитена. Осенью все пути были уложены, по ним началось рабочее движение хозяйственных поездов. 26 декабря, вместе с участком «Строгино» — «Митино», мост был запущен в пассажирскую эксплуатацию.

## Галерея

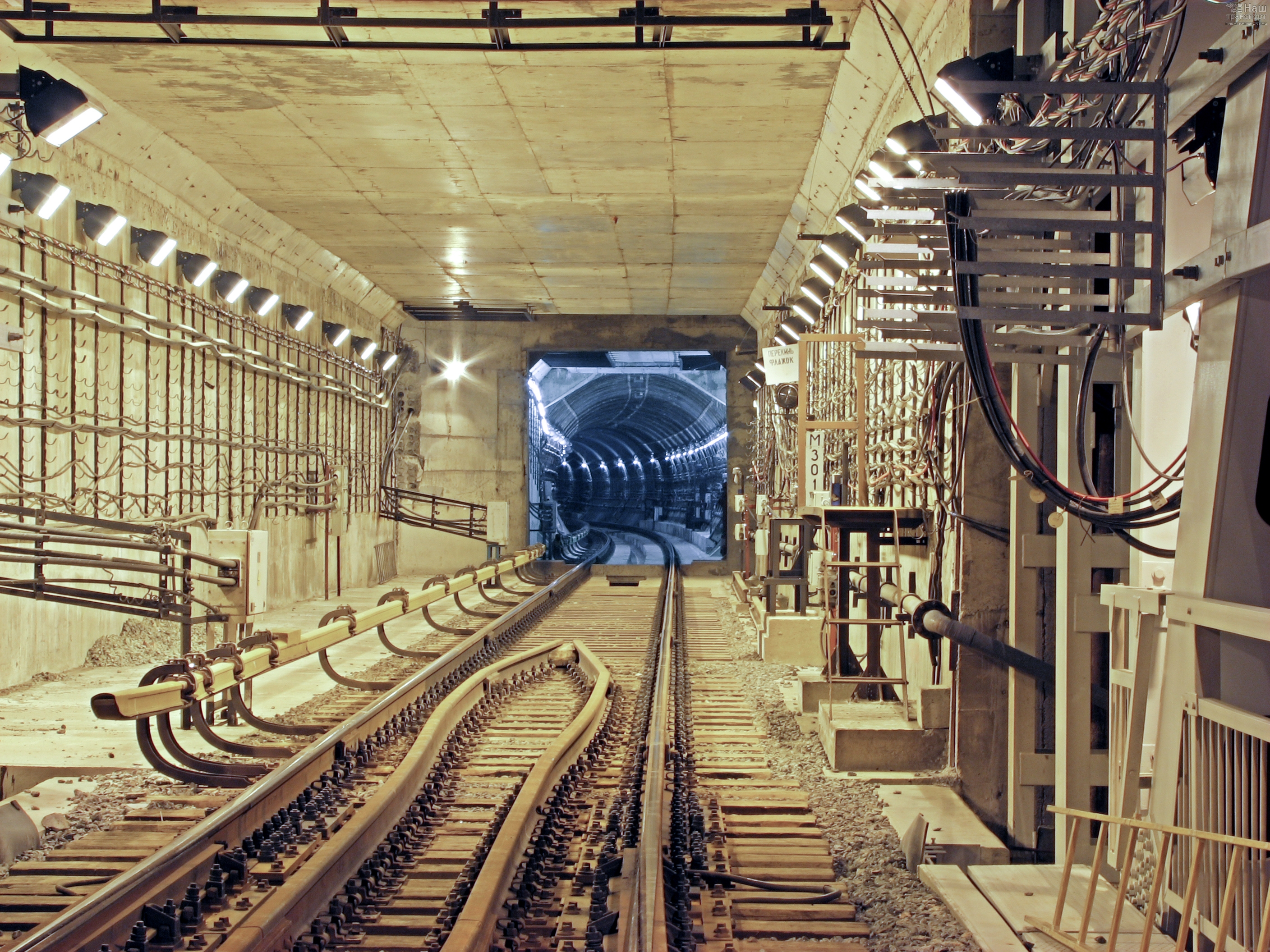
Портал тоннеля у Митинского метромоста
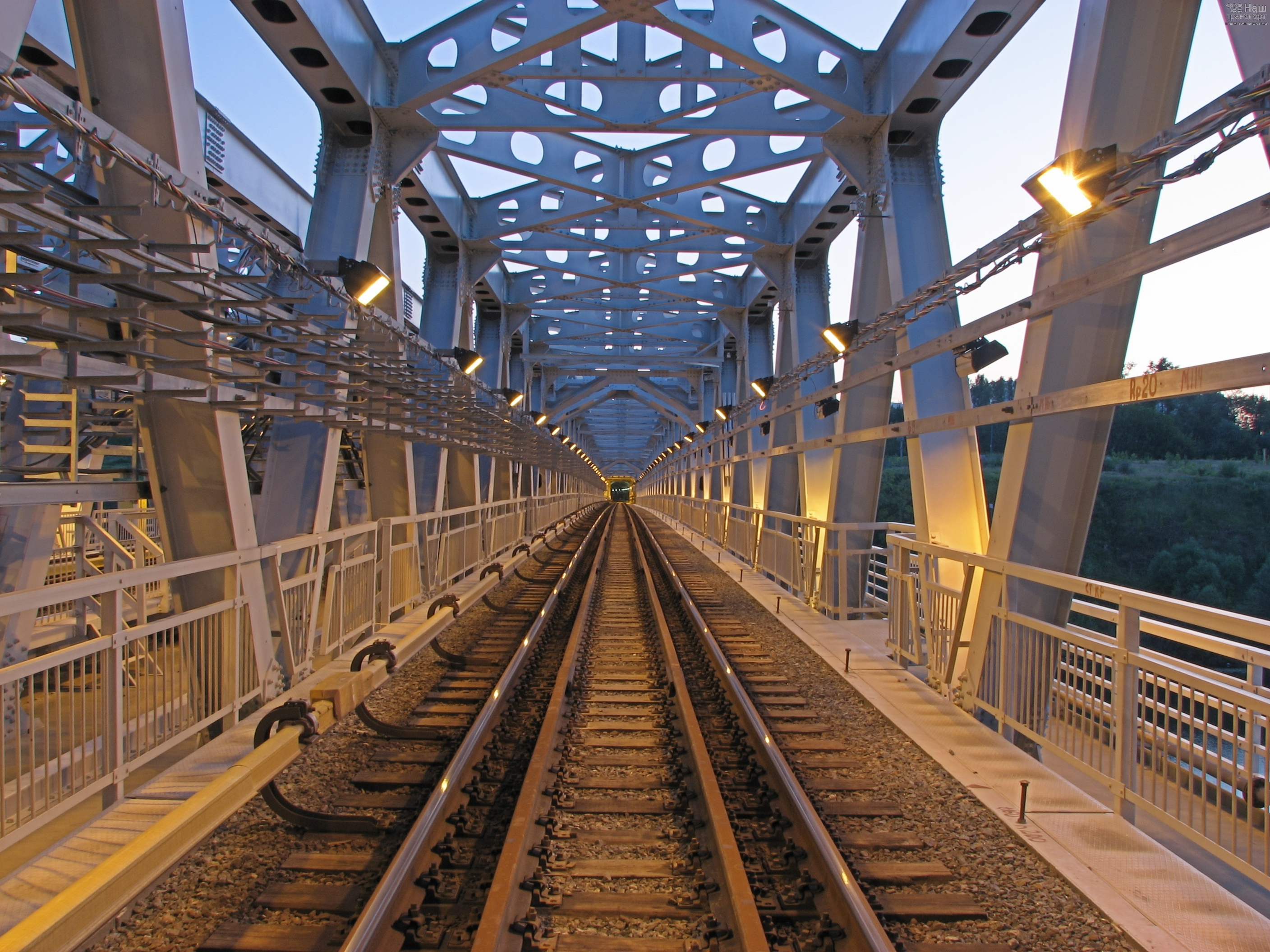
Митинский метромост (вид с путей)
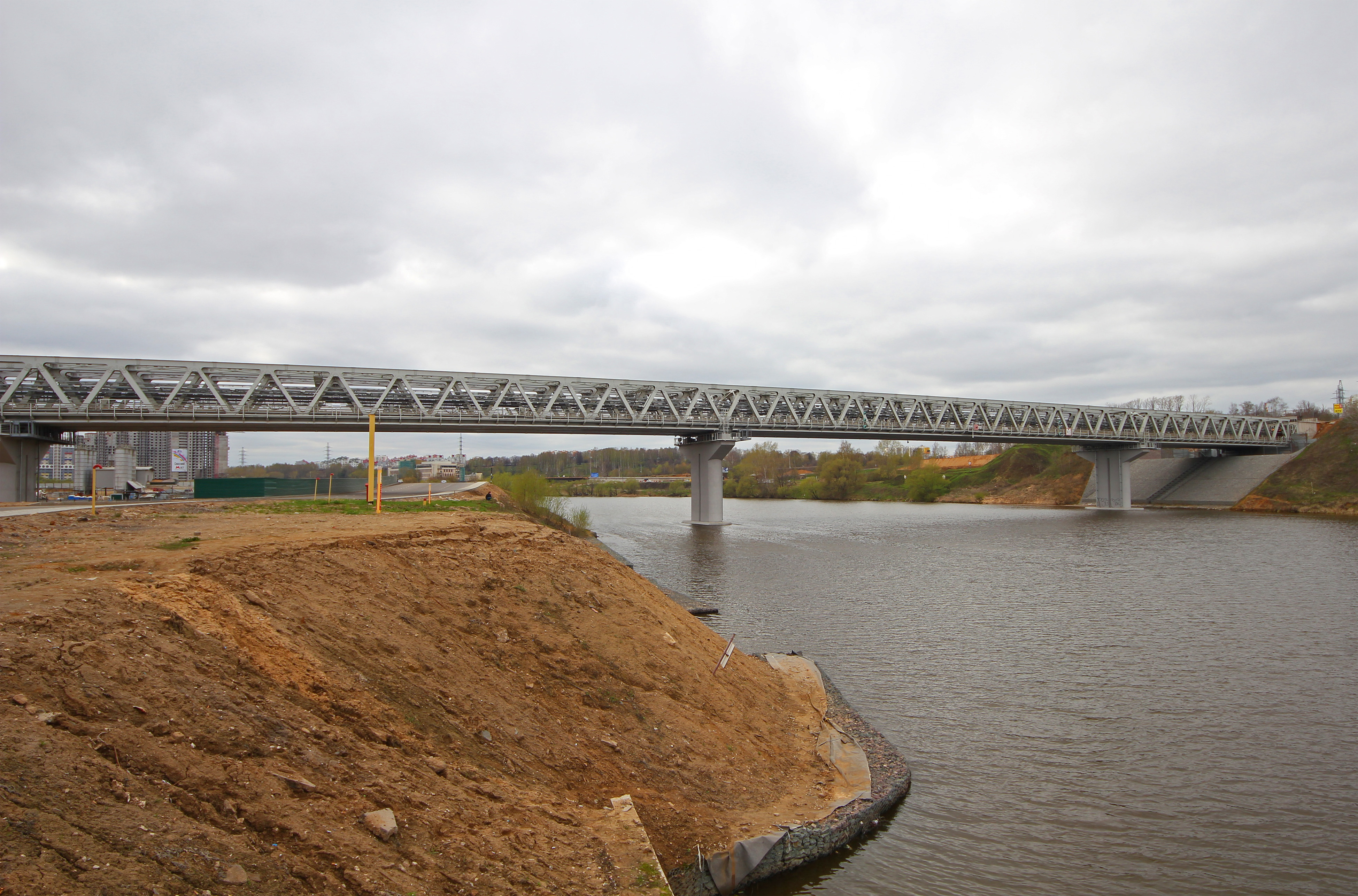
Митинский метромост весной
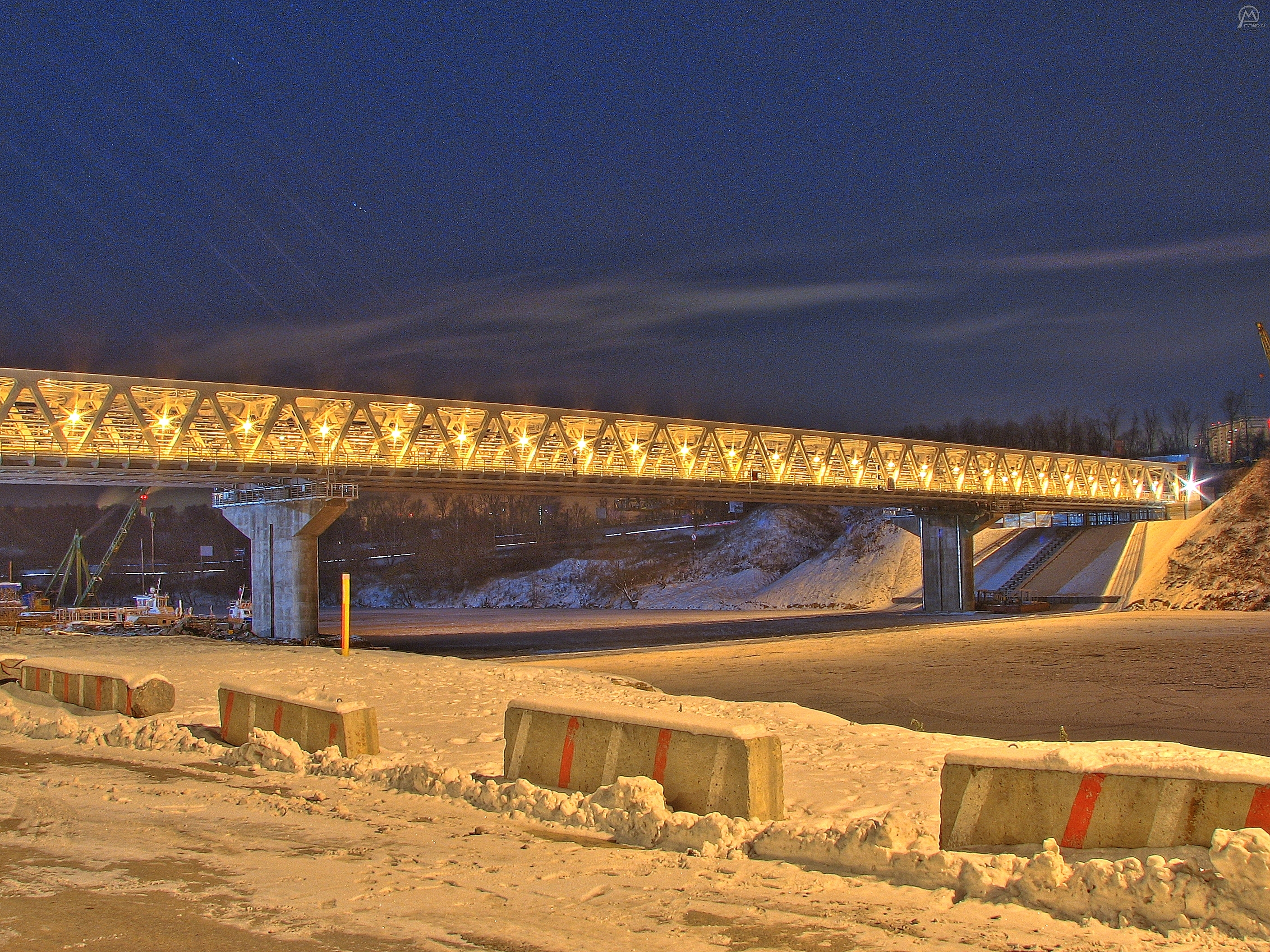
Митинский метромост с включенным ночным освещением